# NGC 6144
NGC 6144 is een bolvormige sterrenhoop in het sterrenbeeld Schorpioen. Het hemelobject werd op 22 mei 1784 ontdekt door de Duits-Britse astronoom William Herschel.

## Synoniemen
- IC 4606
- GCL 42
- ESO 517-SC6